# Vektor SS-77

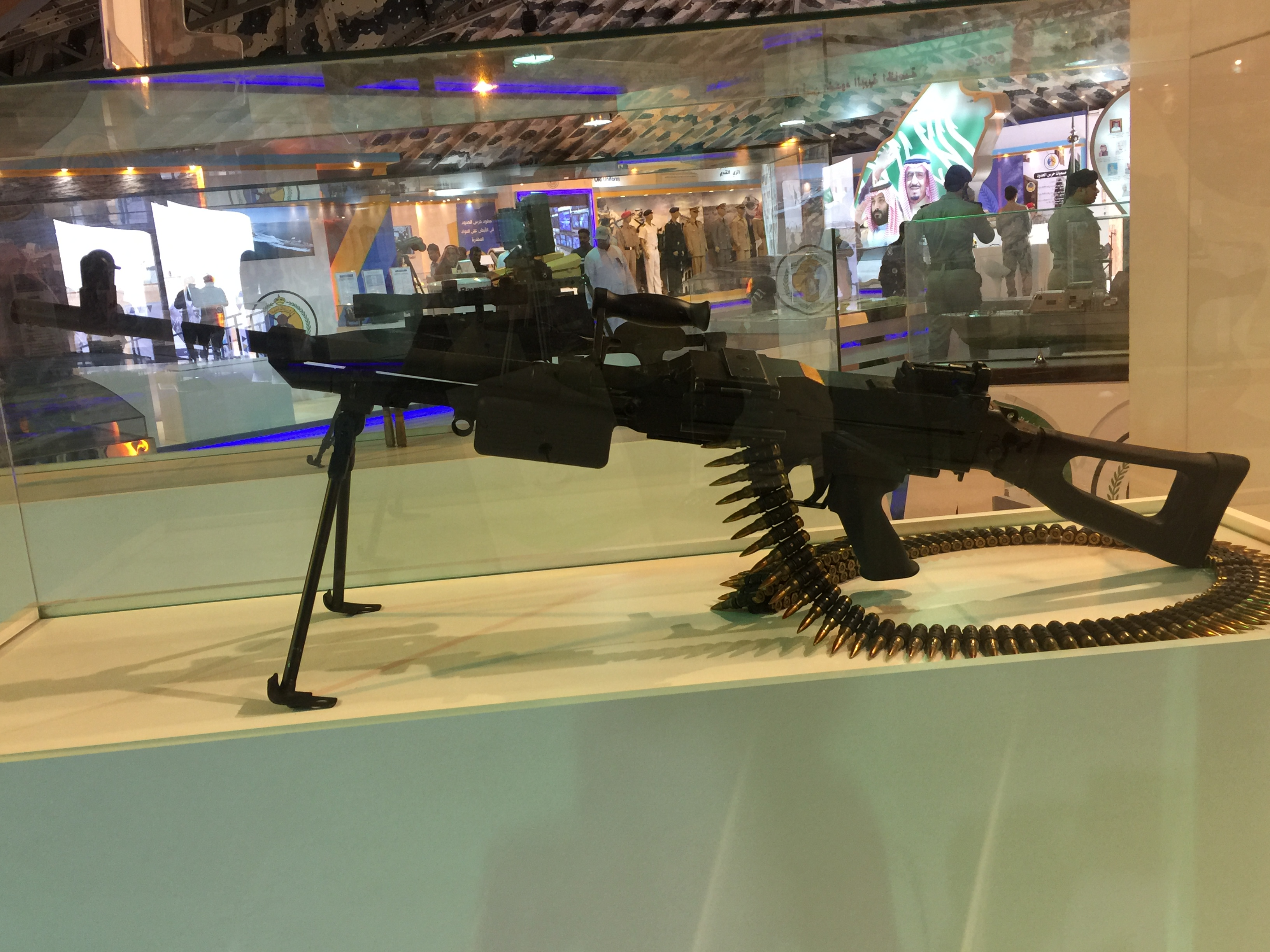
Une mitrailleuse SS-77 appartenant aux gardes-frontières saoudiens.

La mitrailleuse légère Vektor SS-77 est employée dans l'armée sud-africaine. Elle fonctionne par emprunt des gaz et tire le 7,62 OTAN. Il en existe une version en 5,56 OTAN appelée Mini-SS.

## Données numériques SS-77
| Munition  | Cadence de tir théorique | Longueur | Canon | Masse à vide | Alimentation                     |
| --------- | ------------------------ | -------- | ----- | ------------ | -------------------------------- |
| 7,62 OTAN | 600 coups par minute     | 115 cm   | 55 cm | 9,6 kg       | bandes métalliques de cartouches |

## Dans la culture populaire

### Jeux vidéo
- Arma 3, dans le DLC Western Sahara (« SA-77 »)

### Films
Cette mitrailleuse est visible dans plusieurs films tournés en Afrique du Sud dont :
- Chappie
- District 9
- Doomsday
- Mercenary